# 신소예
신소예(1988년 2월 26일 ~ )는 대한민국의 배우이다.

## 출연작

### 드라마
- 2011년 tvN 《꽃미남 라면가게》 - 윤소이 역
- 2014년 KBS 《아이언맨》 - 강민정 역

### 영화
- 2015년 《연애의 맛》 - 산부인과 간호사 2 역

### 연극
- 2009년 《낮병동의 매미들》

## 수상
- 2009년 제18회 슈퍼모델 선발대회 맥스타일상